# Usambilla cylindricollis
Usambilla cylindricollis är en insektsart som beskrevs av Willy Adolf Theodor Ramme 1929. Usambilla cylindricollis ingår i släktet Usambilla och familjen Lentulidae. Inga underarter finns listade i Catalogue of Life.